# Esquiule
Esquiule település Franciaországban, Pyrénées-Atlantiques megyében. Lakosainak száma 531 fő (2022. január 1.). Esquiule Ance Féas, Aramits, Barcus, Géronce, Moumour, Oloron-Sainte-Marie, Orin, Ance és Féas községekkel határos.

## Népesség
A település népességének változása:
| Lakosok száma | 539  | 537  | 540  | 537  | 537  | 538  | 536  | 534  | 531  |
|               | 2013 | 2015 | 2016 | 2017 | 2018 | 2019 | 2020 | 2021 | 2022 |